# Касыбаев, Алимбай
Алимба́й Касыба́ев (кирг. Алымбай Касыбаев; 1894 год, село Дюрбельджин — 1955 год, Узгенский район, Нарынская область) — звеньевой колхоза «Эркин-Тоо» Узгенского района Ошской области, Киргизская ССР. Герой Социалистического Труда (1949).

## Биография
Родился в 1894 году в крестьянской семье в селе Дюрбельджин (ныне — Ак-Талинский район Нарынской области).
С 1930 года трудился полеводом в колхозе «Эркин-Тоо» Узгенского района.
После войны возглавлял полеводческое звено. В 1948 году звено Алимбая Касыбаева собрало в среднем по 28 центнеров пшеницы на участке площадью 20 гектаров. Указом Президиума Верховного Совета СССР от 16 мая 1949 года удостоен звания Героя Социалистического Труда с вручением ордена Ленина и золотой медали «Серп и Молот».
После выхода на пенсию проживал в Узгенском районе, где скончался в 1955 году.